# NGC 3576
NGC 3576 est une nébuleuse en émission située dans la constellation de la Carène. Elle a été découverte par l'astronome britannique John Herschel dans les nuits du 14 et du 16 mars 1834. En réalité, Herschel a cru observer six objets différents à l'aide de ses instruments et c'est pour cette raison que cette nébuleuse a reçu six numéros différents dans le New General Catalog soit NGC 3576, NGC 3579, NGC 3581, NGC 3582, NGC 3584 et NGC 3586. De nos jours, les astronomes nomment habituellement NGC 3576 la nébuleuse entière.
On lui a donné le surnom de nébuleuse de la Statue de Liberté en raison de la forme centrale de celle-ci. Ce surnom lui a été donné par Steve Mazlin du Star Shadows Remote Observatory (SSRO). Cette forme centrale est plus évidente sur l'image publiée sur le site du SSRO.

## Galerie

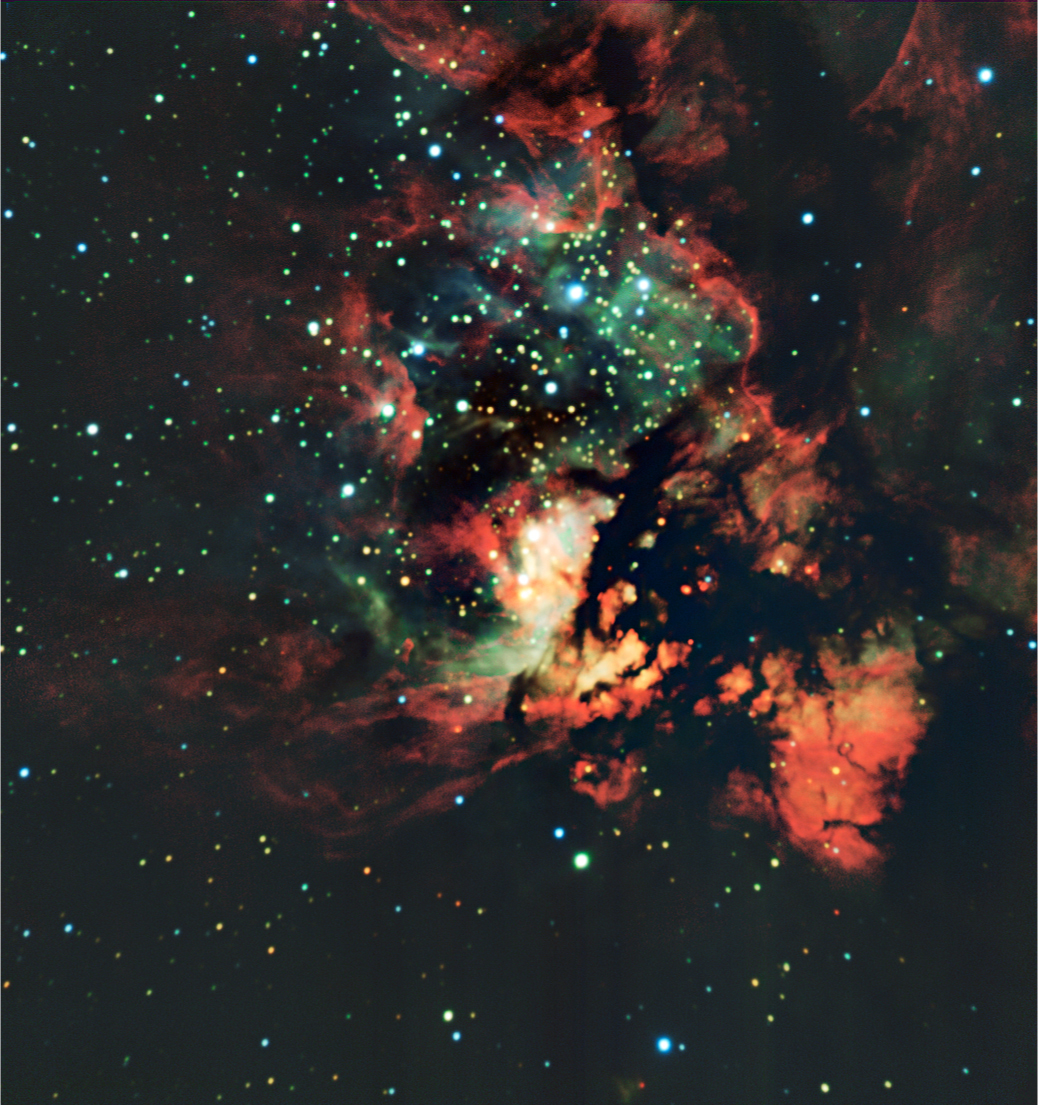
NGC 3576 dans le  domaine de l'infrarouge par le VLT de l'ESO.
NGC 3576 à droite et NGC 3603 dans le visible (ESO).
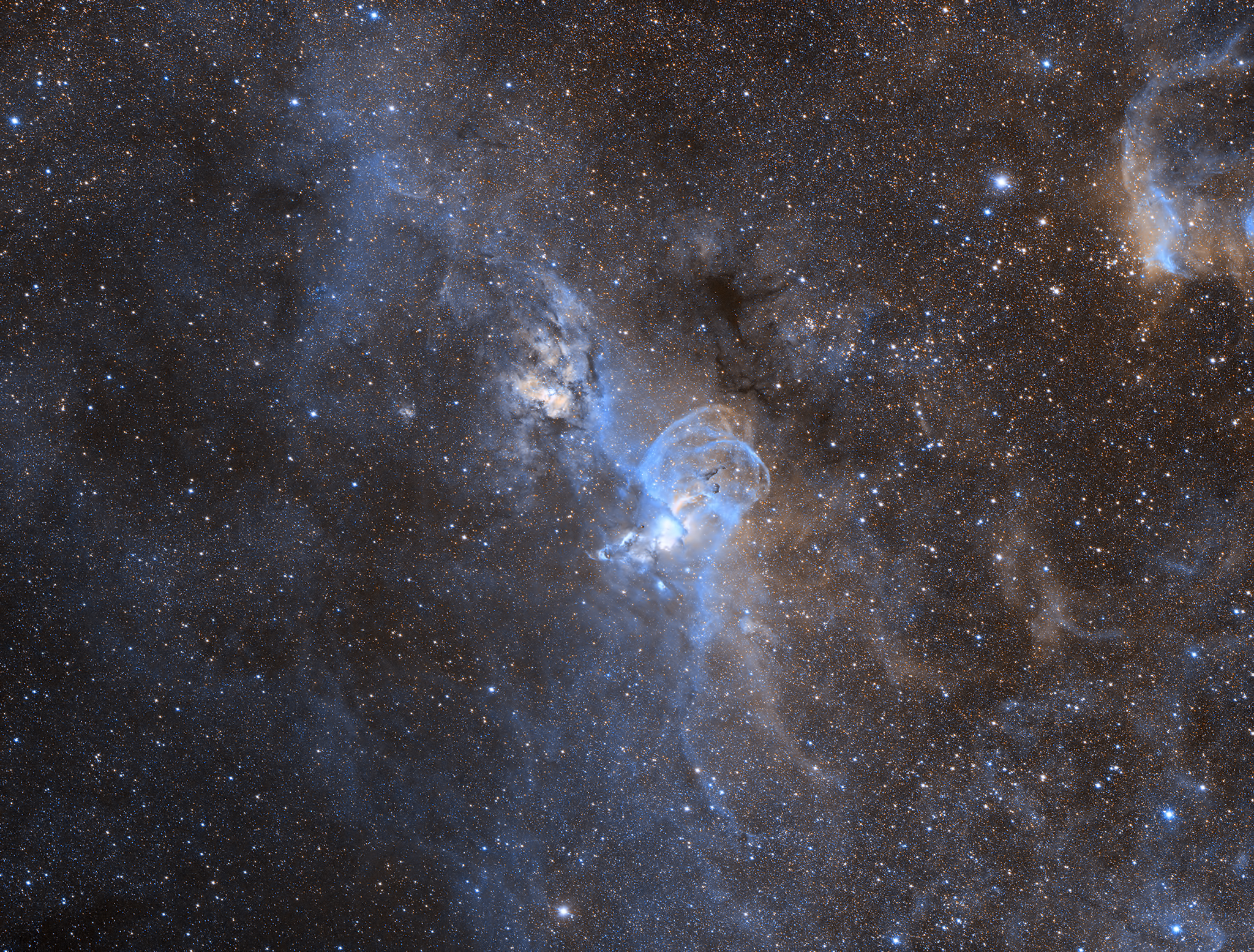
Le soufre dans les nébuleuses NGC 3576 et NGC 3603. Par Dylan O'Donnell